# Bloco Funcional de Espaço Aéreo

Mapa de blocos funcionais de espaço aéreo no Céu Único Europeu.
NEFAB
FAB DK-SE
FAB UK-IRL
Baltic FAB
FABEC
FAB CE
SW FAB
Danube FAB
Blue Med

Um bloco funcional de espaço aéreo (em inglês Functional airspace block ou FAB) é, no contexto do Céu Único Europeu, uma união de dois ou mais espaços aéreos nacionais dentro do espaço aéreo da União Europeia.

## Blocos funcionais existentes
A região europeia encontra-se dividida em 9 FABs distintos:
- NEFAB - Estónia, Finlândia, Letónia, Noruga.
- Danish-Swedish FAB - Dinamarca, Suécia
- BALTIC FAB - Polónia, Lituânia
- FABEC  - França, Alemanha, Bélgica, Países Baixos, Luxemburgo e Suíça
- FABCE - República Checa, Eslováquia, Áustria, Hungria, Croácia, Eslovénia, Bósnia-Herzegovina
- DANUBE -  Bulgaria, Roménia
- BLUE MED - Itália, Malta, Grécia, Chipre, (Egito, Tunísia, Albânia, Jordânia como observadores)
- UK-IRELAND FAB - Reino Unido, Irlanda
- SW FAB - Portugal, Espanha .[2]